# Gauliga Nordmark 1939/40
Die Gauliga, ab Januar 1940: Bereichsliga Nordmark 1939/40 war die siebte Spielzeit der Gau- oder Bereichsliga Nordmark im Fußball. Nach dem Kriegsbeginn wurde die Meisterschaft zunächst abgebrochen (zwei Spiele hatten stattgefunden) und durch Punktrunden auf lokaler Ebene ersetzt, dann als „Kriegsmeisterschaft“ mit verspätetem Beginn doch ausgetragen. Die Liga wurde um zusätzliche Teilnehmer erweitert und wegen der fortgeschrittenen Zeit in zwei Gruppen zu sechs bzw. sieben Mannschaften aufgeteilt. Die jeweiligen Gruppensieger qualifizierten sich für das Finale um die Bereichsmeisterschaft. Meister wurde der Eimsbütteler TV, welcher sich gegen den Hamburger SV durchsetzte. Der Eimsbütteler TV qualifizierte sich damit für die Endrunde um die deutsche Meisterschaft, schied dort allerdings bereits nach der Gruppenphase aus. Die beiden Bereichsliga-Gruppenletzten stiegen in die Bezirksklasse ab. Phönix Lübeck hatte während der Saison zurückgezogen. Aus den Bezirksklassen stiegen Fortuna Glückstadt und Wilhelmsburg 09 auf.

## Tabellen

### Gruppe 1
| Pl. | Verein                            | Sp. | S | U | N | Tore    | Quote | Punkte |
| --- | --------------------------------- | --- | - | - | - | ------- | ----- | ------ |
| 1.  | Eimsbütteler TV                   | 10  | 8 | 1 | 1 | 038:130 | 2,92  | 17:30  |
| 2.  | Altonaer FC von 1893              | 10  | 7 | 0 | 3 | 030:220 | 1,36  | 14:60  |
| 3.  | Holstein Kiel                     | 10  | 5 | 1 | 4 | 030:310 | 0,97  | 11:90  |
| 4.  | Barmbecker SG (N)                 | 10  | 4 | 2 | 4 | 024:240 | 1,00  | 10:10  |
| 5.  | KSG Sperber/St. Georg Hamburg (N) | 10  | 2 | 2 | 6 | 017:310 | 0,55  | 06:14  |
| 6.  | SK Komet Hamburg                  | 10  | 1 | 0 | 9 | 015:330 | 0,45  | 02:18  |
| 7.  | Phönix Lübeck (N) a               | 0   | 0 | 0 | 0 | 000:000 | 1,00  | 0:0    |

| (N) | Aufsteiger aus der Bezirksliga |

### Gruppe 2
| Pl. | Verein                   | Sp. | S | U | N | Tore    | Quote | Punkte |
| --- | ------------------------ | --- | - | - | - | ------- | ----- | ------ |
| 1.  | Hamburger SV (M)         | 10  | 8 | 2 | 0 | 039:900 | 4,33  | 18:20  |
| 2.  | SC Victoria Hamburg      | 10  | 6 | 0 | 4 | 034:290 | 1,17  | 12:80  |
| 3.  | SV Polizei Lübeck        | 10  | 3 | 3 | 4 | 022:250 | 0,88  | 09:11  |
| 4.  | Borussia Harburg         | 10  | 4 | 0 | 6 | 025:270 | 0,93  | 08:12  |
| 5.  | SC Concordia Hamburg (N) | 10  | 3 | 1 | 6 | 022:330 | 0,67  | 07:13  |
| 6.  | FC St. Pauli             | 10  | 2 | 2 | 6 | 015:340 | 0,44  | 06:14  |

| (M) | Titelverteidiger               |
| (N) | Aufsteiger aus der Bezirksliga |

### Bereichsmeisterschaft
Die Endspiele fanden am 28. April 1940 und am 8. Mai 1940 statt. Beide Vereine setzten Kriegsgastspieler ein.
|                                   | Gesamt |                                | Hinspiel | Rückspiel |
| --------------------------------- | ------ | ------------------------------ | -------- | --------- |
| Eimsbütteler TV (Sieger Gruppe 1) | 10:10  | Hamburger SV (Sieger Gruppe 2) | 4:1      | 6:0       |

## Aufstiegsrunde
| Platz | Verein             | Spiele          | Tore            | Quote           | Punkte          |
| ----- | ------------------ | --------------- | --------------- | --------------- | --------------- |
| 1.    | Wilhelmsburg 09    | 4               | 19:40           | 4,75            | 7:1             |
| 2.    | Fortuna Glückstadt | 4               | 14:70           | 2,00            | 5:3             |
| 3.    | VfB Kiel           | 4               | 07:80           | 0,88            | 4:4             |
| 4.    | Vorwärts Billstedt | 4               | 09:19           | 0,47            | 2:6             |
| 5.    | SV Schwerin        | 4               | 06:17           | 0,35            | 2:6             |
| 6.    | SC Friedrichsort   | disqualifiziert | disqualifiziert | disqualifiziert | disqualifiziert |